# Првенство Јужне Америке у фудбалу 1925.
Првенство Јужне Америке 1925.  је било девето издање овог такмичења, сада познатог по имену Копа Америка. Турнир је одржан у Буенос Ајресу, Аргентина од 29. новембра до 25. децембра 1925. године. Домаћин, репрезентација Аргентине, је постала је по други пут шампион континента.

## Учесници
1.  Аргентина

2.  Бразил

3.  Парагвај

На првенству су учествовала само три репрезентације, Фудбалска репрезентација Аргентине као домаћин, Фудбалска репрезентација Бразила и Фудбалска репрезентација Парагваја. Фудбалска репрезентација Чилеа и Фудбалска репрезентација Уругваја су одустале од такмичења, и са тиме направили првенство са најмањем бројем учесника. Због малог броја учесника првенство је преуређено да се одиграју два кола свако са сваким два пута.

## Град домаћин
| Буенос Ајрес             | Буенос Ајрес                   |
| ------------------------ | ------------------------------ |
| Стадион Спортиво Баракас | Стадион министри Брин и Сенгел |
| Капацитет: 30.000        | Капацитет: 25.000              |
|                          |                                |

## Табела
| Репрезентација | И | Д | Н | И | ДГ | ПГ | ГР | Бод. |
| -------------- | - | - | - | - | -- | -- | -- | ---- |
| Аргентина      | 4 | 3 | 1 | 0 | 11 | 4  | +7 | 7    |
| Бразил         | 4 | 2 | 1 | 1 | 11 | 9  | +2 | 5    |
| Парагвај       | 4 | 0 | 0 | 4 | 4  | 13 | −9 | 0    |

## Утакмице
| Аргентина             | 2–0 | Парагвај |
| --------------------- | --- | -------- |
| Сеоне 2’ · Санчез 72’ |     |          |

| Бразил                                                 | 5–2 | Парагвај       |
| ------------------------------------------------------ | --- | -------------- |
| Фило 16’ · Фрајнрајх 18’ · Лагарто 30’, 52’ · Нило 72’ |     | Ривас 25’, 55’ |

| Аргентина                          | 4–1 | Бразил   |
| ---------------------------------- | --- | -------- |
| Сеоне 41’, 48’, 74’ · Гарасини 72’ |     | Нило 22’ |

| Парагвај   | 1–3 | Бразил                      |
| ---------- | --- | --------------------------- |
| Фретес 58’ |     | Нило 30’ · Лагарто 57’, 61’ |

| Парагвај         | 1–3 | Аргентина                                |
| ---------------- | --- | ---------------------------------------- |
| Флетас Солих 15’ |     | Тараскони 22’ · Сеоне 32’ · Ируриета 63’ |

| Бразил                   | 2–2 | Аргентина              |
| ------------------------ | --- | ---------------------- |
| Фрајнрајх 27’ · Нило 30’ |     | Кероти 41’ · Сеоне 55’ |

## Листа стрелаца
6 голова
- Сеоне

4 гола
| - Лагарто | - Нило |  |

2 гола
| - Фрајнрајх | - Ривас |  |

1 гол
| - Кероти - Гарасини - Ируриета | - Санчез - Тараскони - Фило | - Флетас Солих - Фретес |